# South Ronaldsay
Pour les articles homonymes, voir Ronaldsay.
South Ronaldsay est une île du Royaume-Uni située dans les Orcades, en Écosse.

## Phare
un phare est érigé sur l'îlot Hoxa, à l'ouest et proche de la grande île. 